# 国鉄タ600形貨車
国鉄タ600形貨車（こくてつタ600がたかしゃ）は、かつて日本国有鉄道（国鉄）およびその前身である鉄道省等に在籍した私有貨車（タンク車）である。

## 概要
タ600形は、1928年（昭和3年）の車両称号規程改正により、様々な形式をまとめて生まれた形式である。
車両称号規程改正前の形式と改正後の関係を次に示す。（タ827以降は称号規程改正後の車両であるが同時に掲げる）
| 改造前形式 | 両数 | 改造前車番号 | 改造後車番号  | 落成時所有者                  | 備考                                                             |
| ---------- | ---- | --- | ------------- | ----------------------------- | ---------------------------------------------------------------- |
| ア1640形   | 27両 | - | タ600 - タ626 | 紐育スタンダード石油          |                                                                  |
| ア1833形   | 10両 | ア1833 - ア1842                                                                                                  | タ627 - タ636 | 日本石油                      |                                                                  |
| ア1843形   | 10両 | ア1843 - ア1852                                                                                                  | タ637 - タ646 | 日本石油                      |                                                                  |
| ア1853形   | 8両  | ア1853 - ア1870                                                                                                  | タ647 - タ654 | 日本石油                      |                                                                  |
| ア1900形   | 17両 | ア1905,ア1911,ア1912, ア1914,ア1922,ア1926, ア1929,ア1933 - ア1935, ア1938,ア1940,ア1942, ア1944,ア1947 - ア1949 | タ655 - タ671 | ライジングサン石油            | 旧サミュエル商会所有、日本最古とされるタンク車（山陽鉄道が運用） |
| ア1951形   | 22両 | ア1951,ア1953,ア1954, ア1958 - ア1961,ア1963, ア1964,ア1966 - ア1972, ア1974 - ア1979                            | タ672 - タ693 | ライジングサン石油            |                                                                  |
| ア1981形   | 24両 | ア1981 - ア1987, ア1989 - ア2005                                                                                 | タ694 - タ717 | ライジングサン石油            |                                                                  |
| ア2036形   | 15両 | ア2036 - ア2040, ア2042 - ア2045, ア2047 - ア2049, ア2053 - ア2055                                               | タ718 - タ732 | ライジングサン石油            |                                                                  |
| ア2060形   | 4両  | ア2060 - ア2063                                                                                                  | タ733 - タ736 | 東洋木材防腐                  |                                                                  |
| ア2090形   | 2両  | ア2090 - ア2091                                                                                                  | タ737 - タ738 | 合同油脂グリセリン            |                                                                  |
| ア2266形   | 61両 | - | タ739 - タ799 | 日本石油                      |                                                                  |
| ア2366形   | 10両 | ア2366 - ア2375                                                                                                  | タ800 - タ809 | 日本石油                      |                                                                  |
| ア2390形   | 10両 | ア2390 - ア2399                                                                                                  | タ810 - タ819 | 旭石油                        |                                                                  |
| ア2420形   | 6両  | ア2420 - ア2425                                                                                                  | タ820 - タ825 | 海軍燃料廠                    |                                                                  |
| ア2435形   | 1両  | ア2435 | タ826         | 海軍軍需部                    |                                                                  |
| タ1000形   | 11両 | タ1000 - タ1010                                                                                                  | タ827 - タ837 | 紐育スタンダード石油          | 1929年（昭和4年）2月26日変更                                     |
|            | 2両  | - | タ838 - タ839 | 呉海軍軍需部 横須賀海軍軍需部 | 新製車                                                           |
| タ600形    | 3両  | タ640 - タ642 | タ840 - タ842 | 三菱商事                      | 重複附番解消の為 （新製登録の際の附番ミス）                      |
| タ1300形   | 10両 | タ1300 - タ1309                                                                                                  | タ843 - タ852 | 日本石油                      | 1930年（昭和5年）1月13日変更                                     |
|            | 12両 | - | タ853 - タ864 | 三菱商事                      | 新製車                                                           |
|            | 1両  | - | タ865         | 日本陸運産業                  | 新製車                                                           |
|            | 4両  | - | タ866 - タ869 | 昭和石油                      | 新製車                                                           |

多くの形式をまとめた形式なので車体寸法、荷重、専用種別などは車両により様々である。
車体色は黒色、寸法関係は一例として全長は5,358 mm - 7,352 mm、全幅は1,930 mm - 2,197 mm、全高は3,169mm - 3,745 mm、軸距は3,000 mm - 3,600 mm、実容積は11.3 m3 - 12.7 m3、自重は7.3 t - 9.2 t、換算両数は積車1.8、空車0.8、走り装置はシュー式の二軸車で、最高運転速度は65 km/hであった。
1972年（昭和47年）7月17日に最後まで在籍した3両（タ856,タ860,タ861）が廃車となり、同時に形式消滅となった。

## 最古タンク車のタンク体発見
1998年3月に廃線跡巡りで石川県七尾市の七尾港を訪問していた浦田慎は、油槽所の敷地内に残されているタンク車の廃タンク体を発見した。後に貨車研究者の吉岡心平らが調査したところ、1893年 - 1898年頃にサミュエル商会（後のライジングサン石油）がイギリスより輸入し、私有貨車として山陽鉄道が運用した日本最古のタンク車のものとされることが判明した。
サミュエル商会のタンク車は山陽鉄道国有化と1911年の形式称号制定後はア1900形となり、1928年の称号改正後はタ600形655 - 671のグループとなった。第二次世界大戦後はシェル石油の所有となり、1965年までに全廃された。七尾港の油槽所には1960年頃に設置されたと推測され、据置タンクとしても使用を終了してからは長らく放置されていた。
この最古タンク車のものとされるタンク体は、2020年9月に三重県いなべ市の貨物鉄道博物館へ移設された。